# Họ Cá chình biển
Congridae là một họ "cá lạc" và cá chình vườn. "Cá lạc" có giá trị và đôi khi là cá thực phẩm lớn, trong khi "cá chình vườn" sống theo đàn, tất cả nhô ra từ đáy biển theo cách thực vật mọc trong vườn (vì vậy có tên đó). Họ này bao gồm khoảng 195 loài trong 30 chi.

## Genera
Họ Congridae
- Phân họ Bathymyrinae: 6 chi, 47 loài.
  - Ariosoma (28 loài)
  - Bathymyrus (3 loài)
  - Chiloconger (2 loài)
  - Kenyaconger (1 loài)
  - Parabathymyrus (6 loài)
  - Paraconger (7 loài)
- Phân họ Congrinae: 22 chi, 113 loài
  - Acromycter (5 loài)
  - Bassanago (4 loài)
  - Bathycongrus (22 loài)
  - Bathyuroconger (2 loài)
  - Blachea (2 loài)
  - Castleichthys (1 loài)
  - Conger (15 loài)
  - Congrhynchus (1 loài)
  - Congriscus (3 loài)
  - Congrosoma (1 loài)
  - Diploconger (1 loài)
  - Gnathophis (28 loài)
  - Japonoconger (3 loài)
  - Lumiconger (1 loài)
  - Macrocephenchelys (2 loài)
  - Poeciloconger (1 loài)
  - Promyllantor (3 loài)
  - Pseudophichthys (1 loài)
  - Rhynchoconger (7 loài)
  - Scalanago (1 loài)
  - Uroconger (4 loài)
  - Xenomystax (5 loài)
- Phân họ Heterocongrinae 2 chi, 35 loài (cá chình vườn)
  - Gorgasia (14 loài)
  - Heteroconger (21 loài)